# Truncatoflabellum paripavoninum
Truncatoflabellum paripavoninum is een rifkoralensoort uit de familie van de Flabellidae. De wetenschappelijke naam van de soort is voor het eerst geldig gepubliceerd in 1894 door Alcock.